# Кольцеплан Суханова
Кольцеплан Суханова — самолёт с кольцевым крылом, разработанный в 1936 году студентом Московского авиационного института Сухановым в качестве дипломного проекта.
Самолёт должен был иметь крыло диаметром 3 м, двигатель «Hispano-Suiza» мощностью 800 л. с. и развивать скорость до 600 км/ч. К 1940 году проект из дипломного стал полноценным проектом истребителя короткого взлёта и посадки и рассматривался на научно-техническом совете Центрального аэрогидродинамического института. Дальнейшую разработку пришлось приостановить из-за начавшейся Великой Отечественной войны.
В 1942 году в Новосибирске Сухановым была построена действующая модель самолёта. Модель могла совершать полёт на углах атаки до 43 градусов, имела высокую маневренность и тяговооружённость, не сваливалась в штопор. Суханову было выдано авторское свидетельство. Им был подготовлен проект полноценного самолёта, но из-за войны проект не был реализован.